# Wotan (mythologie)

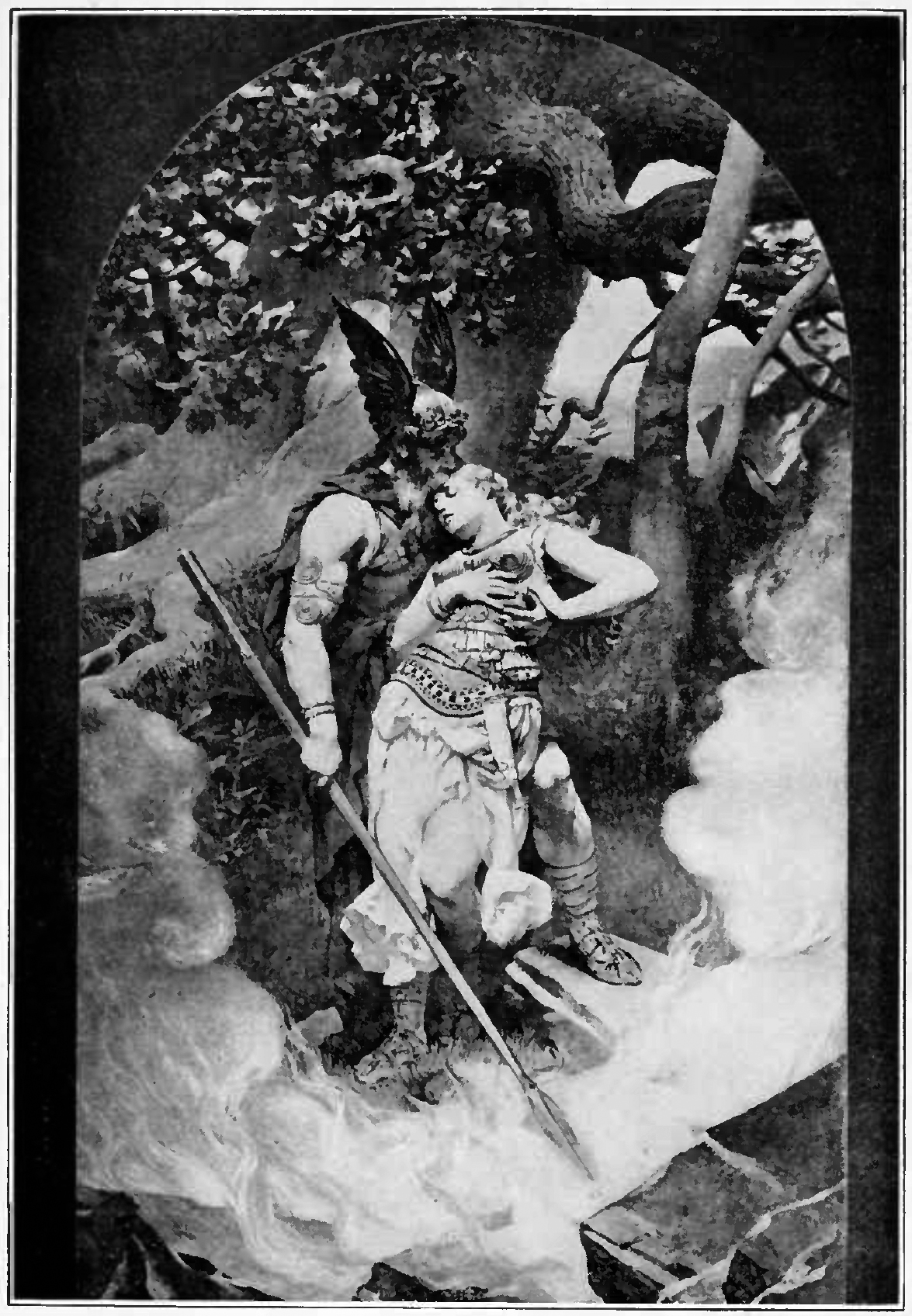
Wotan neemt afscheid van Brünnhilde

Wotan is de oppergod uit de operacyclus Der Ring des Nibelungen van Richard Wagner (1813-1883). Zijn personage is gebaseerd op de mythen rond Noordse god Odin en de Continentaal-Germaanse Wodan. De Walkuren zijn dochters van Wotan en Erda. Er zijn twee belangrijke dingen te vermelden over Wotan. Hij heeft slechts één goed oog (net als Odin) en hij draagt een speer (net als Odin en Wodan).

## Het oog van Wotan
Wotan, op zoek naar wijsheid, ging naar de bron van Mímir. Wie uit de bron van Mímir drinkt, verkrijgt wijsheid. Maar om uit de bron van Mímir te mogen drinken, moet er iets worden geruild. Wotan ruilde een van zijn ogen voor de wijsheid van de bron van Mímir.

## De speer van Wotan
Wotan breekt een tak af van de wereld-es en snijdt daaruit zijn speer. De wereld-es is in de Noordse mythologie de boom waar de wereld op rust. Doordat Wotan zijn speer van de wereld-es heeft afgesneden is het verval van de wereld begonnen. In deze speer heeft Wotan de verdragen gekerfd waaraan hij zich gehouden heeft. Wotans macht staat of valt bij zijn verdragen.